# 大龙虎泡
大龙虎泡是一个位于中国黑龙江省大庆市杜尔伯特蒙古族自治县的微咸水湖，面积约为110.54平方千米，属于东北平原。它的一级流域为黑龙江流域，二级流域为松花江水系。
原为乌裕尔河下游漫流形成的低洼自然泡沼，大、小龙虎泡原本相连，合称龙虎泡。20世纪90年代，为解决大庆市的生产、生活用水，对中部引嫩工程进行了扩建，用隔堤将大、小龙虎泡分割，引嫩江水经中引八干渠入大龙虎泡，将龙虎泡改造为一座中部引嫩工程中的反调节水库，成为大庆市重要的水源地。